# Riddar Stigs runor
Riddar Stigs runor är en naturmytisk balladtyp som finns upptecknad i Sveriges Medeltida Ballader (SMB) i två svenska varianter från 1600-talet, varav dock den ena är mycket ofullständig,  melodiuppteckning saknas. Balladen klassificeras som SMB 1 och TSB A 4.

## Handling
Riddar Stig, som tjänar i konungens gård, försöker att med förtrollande runor förföra liten Cerstin, men råkar av misstag i stället kasta runorna på kungens dotter, stolts Adelin. Riddar Stig blir förskräckt, och låser in sig i sitt rum. Stolts Adelin försöker komma in till honom på natten, men vägras tillträde. Om morgonen klagar hon sin kärleksnöd för kungen, som låter hämta Riddar Stig och befaller honom att gifta sig med Adelin. De gifter sig i glädje.

## Paralleller på andra språk
Balladtypen finns i Danmarks gamle Folkevisor (DgF 76), isländska (IFkv 8) och norska.